# Erol Mutlu
Erol Mutlu (* 1. März 1952) ist ein ehemaliger türkischer Ringer. Er war Olympiateilnehmer 1976 in Montreal (7. Platz im Leichtgewicht, griechisch-römischer Stil).

## Werdegang
Erol Mutlu ist ein ehemaliger türkischer Ringer. Er pflegte den griechisch-römischen Stil. Im Jahre 1972 erschien er erstmals auf einer internationalen Meisterschaft, der Europameisterschaft in Kattowitz. Er blieb dort im Federgewicht sieglos und belegte im Federgewicht den 14. Platz.
Im Jahre 1974 verbesserte er sich bei der Europameisterschaft in Madrid im Leichtgewicht auf den 8. Platz. Ihm gelang dabei ein Sieg über den Tschechen Ladislav Nepustil. Besiegt wurde er in Madrid von Heinz-Helmut Wehling aus der DDR und Schamil Chissamutdinow aus der UdSSR, zwei absoluten Weltklasseringern der damaligen Zeit.
Er nahm auch in den folgenden Jahren noch mehrmals an Welt- und Europameisterschaften und an den Olympischen Spielen 1976 in Montreal teil. Sein bestes Ergebnis erzielte er dabei bei der Europameisterschaft 1977 in Bursa, wo er im Leichtgewicht mit vier Siegen den 3. Platz belegte und damit eine EM-Bronzemedaille gewann.
Bei seiner einzigen Teilnahme bei Olympischen Spielen kam er 1976 in Montreal im Leichtgewicht auf den 7. Platz im Leichtgewicht. Er besiegte dabei Erasmo Estrada aus Kuba und Markku Yli-Isotalo aus Finnland und wurde von Manfred Schöndorfer aus der Bundesrepublik Deutschland und Lars-Erik Skiöld aus Schweden geschlagen.
1978 belegte er bei der Europameisterschaft in Oslo mit Siegen über Lars-Erik Skiöld und Reinhard Hartmann aus Österreich noch einmal einen guten 6. Platz. Nach einem enttäuschenden 13. Platz bei der Weltmeisterschaft 1978 in Mexiko-Stadt, bei der er gegen Alexander Alijew aus der Sowjetunion und gegen Nikolai Donow aus Bulgarien verlor, beendete er seine internationale Ringerlaufbahn.
Er rang danach noch viele Jahre lang für den VfK Schifferstadt und den KSV Kirrlach in der deutschen Bundesliga.

## Internationale Erfolge
(OS = Olympische Spiele, WM = Weltmeisterschaft, EM = Europameisterschaft, GR = griechisch-römischer Stil, Fe = Federgewicht, Le = Leichtgewicht, damals bis 62 kg bzw. 68 kg Körpergewicht)
- 1972, 14. Platz, EM in Kattowitz, GR, Fe, nach Niederlagen gegen Wjatscheslaw Toporow, UdSSR u. Ion Păun, Rumänien;
- 1974, 8. Platz, EM in Madrid, GR, Le, mit einem Sieg über Ladislav Nepustil, CSSR u. Niederlagen gegen Heinz-Helmut Wehling, DDR u. Schamil Chissamutdinow, UdSSR;
- 1975, 7. Platz, EM in Ludwigshafen am Rhein, GR, Le, mit einem Sieg über Istvan Nemeth, Ungarn u. Niederlagen gegen Wiktor Kusmin, UdSSR u. Andrzej Supron, Polen;
- 1975, 3. Platz, Mittelmeer-Spiele in Algier, GR, Le, hinter Sreten Damjanović, Jugoslawien u. El Fitzi, Ägypten;
- 1975, 12. Platz, WM in Minsk, GR, Le, nach Niederlagen gegen Binjo Tschifudow, Bulgarien und Heinz-Helmut Wehling;
- 1976, 7. Platz, OS in Montreal, GR, Le, mit Siegen über Erasmo Estrada, Kuba u. Markku Yli-Ysotalo, Finnland u. Niederlagen gegen Manfred Schöndorfer, BRD u. Lars-Erik Skiöld;
- 1977, 3. Platz, EM in Bursa, GR, Le, mit Siegen über Henri Magistini, Schweiz, Ioannis Mavraganis, Griechenland, Károly Gaál, Ungarn u. Todor Zekow, Bulgarien u. Niederlagen gegen Ștefan Rusu, Rumänien u. Suren Nalbandjan, UdSSR;
- 1977, 10. Platz, WM in Göteborg, GR, Le, mit Siegen über Leonardo Monno, Italien u. Reinhard Hartmann, Österreich u. Niederlagen gegen Lars-Erik Skiöld, Schweden u. Heinz-Helmut Wehling, DDR;
- 1978, 6. Platz in Oslo, GR, Le, mit Siegen über Lars-Erik Skiöld u. Reinhard Hartmann u. Niederlagen gegen Károly Gaál u. Ștefan Rusu;
- 1978, 13. Platz, WM in Mexiko-Stadt, GR, Le, nach Niederlagen gegen Alexander Alijew, UdSSR u. Nikolai Donow, Bulgarien